# Por amarte tanto (álbum)
Por amarte tanto es el nombre del séptimo y penúltimo álbum de estudio grabado por el cantante, compositor y actor de telenovelas venezolano Guillermo Dávila. Se lanzó en enero de 1993, único para el sello discográfico TH-Rodven.
El álbum fue producido por el español José Ramón Flórez con composiciones de César Valle Rojas., donde se descartan los sencillos: «Por amarte tanto», tema principal de la telenovela homónima venezolana (1992-1993), protagonizada por Viviana Gibelli y Jean Carlo Simancas, y las participaciones antagónicas de Carolina Cristancho y Raúl Amundaray; «Cuando se acaba el amor» y «Barco a la deriva», tema principal de la telenovela venezolana Morena Clara (1994), protagonizada por Astrid Carolina Herrera y Luis José Santander, con la participación de Gabriela Spanic, Alejandro Martínez, Luly Bossa y Henry Galué.

## Lista de canciones
1. Por amarte tanto (J.R. Flórez/César Valle Rojas)
2. La mujer de mi vida (J.R. Flórez/César Valle Rojas)
3. La mala vida (J.R. Flórez/César Valle Rojas)
4. Los caminos del corazón (J.R. Flórez/César Valle Rojas)
5. No dejaré de amarte nunca (J.R. Flórez/César Valle Rojas)
6. Cuando se acaba el amor (J.R. Flórez/Gian Pietro Felisatti)
7. La canción con la qué nos enamoramos (J.R. Flórez/César Valle Rojas)
8. Carne morena (J.R. Flórez/Di Gastaldo)
9. Barco a la deriva (J.R. Flórez/César Valle Rojas)
10. Luces de neón (J.R. Flórez/Miguel Blasco/César Valle Rojas)

- Datos: Q6082710